# Лазар Миљковић
Лазар Миљковић (Београд, 17. јун 1985) је српски позоришни, филмски и ТВ глумац. Глумац је сарадник Малог позоришта „Душко Радовић”. Син је глумца Зорана Миљковића.
Лазар Миљковић је дипломирао глуму на Академији Уметности у Београду, у класи професора Ивана Бекјарева и професора Предрага Ејдуса.

## Позоришне представе
Лазар Миљковић започиње своју позоришну каријеру током студија, а затим остварује сарадњу са Малим позориштем „Душко Радовић” и са Центром за културу и образовање Раковица - Дечијим позориштем "Цврле".
- „Брод љубави“, 2012 - режија Предраг Ејдус[2]
- „Протекција“, 2011 - режија Иван Бекјарев[1][3]
- „Слава“, 2014 режија - Драган Томић.[1][4]

###### Мало позориште „Душко Радовић“
- „Аска и вук“, 2017, режија Татјана Пипер Станковић
- „Мали Каплар“, 2017, режија Саша Габрић
- „Преваранти“ режија - Предраг Штрбац
- „Прича о Светом Сави“ режија - Саша Габрић,
- „Срце у јунака Краљевића Марка“, 2019, режија Југ Радивојевић.[1]

###### Центар за културу и образовање Раковица
- „Аладин“, 2019 режија Константин Спасојевић
- „Снежана“, режија Консантин Спасојевић,
- „Црвенкапа“, режија Игор Дамјановић.[1]

###### Пан Театар
„Ал` је леп овај свет“, 2014, режија Зоран Миљковић.

## Филмови
Лазар Миљковић је тумачио улоге у филмовима:
- „Медени месец“, 2009 - режија Горан Паскаљевић
- „Унутра“, 2015 - режија Мирко Абрлић,
- „Бели Анђео“, 2010 - режија Владимир Курчубић
- „ЗГ-80“, 2016 - режија Игор Сереги
- „Mayhem“, 2017 - режија Џо Линч
- „Машина”, 2023 - Питер Атенцио[1][5]

## Серије
- „Ургентни центар“, 2018 - режија Небојша Радосављевић / Данило Бећковић
- „Пси лају ветар носи“, 2017-2019 - режија Јелена Бајић Јоцић
- „Црно-бијели свијет”, 2015 - Горан Куленовић
- „Tygat Chocolat“, 2017 - белгијски серијал  продуцента Бењамина Беговића
- Јужни ветар: На граници, 2023 - Милош Аврамовић[1][5]